# Habiba Bouhamed Chaabouni
Habiba Bouhamed Chaabouni là Giáo sư Di truyền học tại Đại học Tunis. 

## Tiểu sử
Năm 1981, Chaabouni là người mở dịch vụ tư vấn di truyền đầu tiên ở Tunisia. Cô tiếp tục nghiên cứu dịch tể học về mối quan hệ huyết thống ở miền bắc Tunisia, một khu vực nơi mà tỷ lệ mắc bệnh di truyền, dị tật bẩm sinh và tỷ lệ tử vong đặc biệt cao. Nghiên cứu của cô đã chứng minh rằng trong khu vực này, một phần tư của cuộc hôn nhân liên quan đến người anh em họ đầu tiên mà cha mẹ là anh chị em ruột của họ.
Năm 1993, cô mở ra một dịch vụ di truyền y học và thực hành tư vấn với mục tiêu tác động đến mọi người trong việc quan tâm đến chẩn đoán xét nghiệm tiền sản. Để xác định các đột biến di truyền mới có liên quan đến các bệnh lý khác nhau. Cô đã xuất bản hơn 100 bài báo nghiên cứu
 và là tác giả hoặc đồng tác giả của 50 bài báo khoa học trên các tạp chí chuyên đề.

Đồng thời, cô cũng thiết lập một chương trình sau đại học về di truyền học tại Khoa Y tại Đại học Tunis. Vào năm 2006, cô nhận được giải thưởng L'Oréal-UNESCO dành cho phụ nữ trong khoa học.
Cô là chuyên gia tư vấn cho Tổ chức Y tế Thế giới (WHO) và Liên đoàn Ả Rập. Chaabouni hoạt động tích cực với nhiều sáng kiến quốc tế liên quan đến bệnh di truyền. Cô cũng tham gia trong việc thúc đẩy Tuyên ngôn Quốc tế về Bộ gen Con người và Nhân quyền của UNESCO. Cô là thành viên của Hiệp hội Di truyền học Hoa Kỳ (Society of Human Genetics) và Hội Di truyền học tế bào Châu Âu

Cô chia sẻ: 
Tôi đã hoàn thành giấc mơ thời thơ ấu về sự hiểu biết làm thế nào cuộc sống bắt đầu và cách để con người được bất tử.